# Marcony Vinícius Ferreira
Marcony Vinícius Ferreira (ur. 3 marca 1964 w Brasílii) – brazylijski duchowny katolicki, biskup pomocniczy Brasílii w latach 2014–2022. Biskup polowy Brazylii od 2022.

## Życiorys
Święcenia kapłańskie przyjął 3 grudnia 1988 i został inkardynowany do archidiecezji Brasília. Przez wiele lat pracował jako duszpasterz parafialny, jednocześnie pełniąc funkcje m.in. wikariusza biskupiego dla centralnego wikariatu oraz wikariusza generalnego.
19 lutego 2014 papież Franciszek mianował go biskupem pomocniczym archidiecezji Brasília oraz biskupem tytularnym Vertara. Sakry udzielił mu 12 kwietnia 2014 emerytowany metropolita Brasílii - kardynał José Freire Falcão.
12 marca 2022 papież Franciszek mianował go arcybiskupem polowym Brazylii.